# Чемпионат СССР по баскетболу среди мужчин 1970/1971
Чемпионат СССР по баскетболу среди мужчин 1970/1971  — XXXVIII чемпионат СССР по баскетболу среди мужчин, проходивший с ноября 1970 года по апрель 1971 года.

## Участники
В Высшей лиге чемпионата СССР по баскетболу среди мужчин в сезоне 1970/1971 года принимали участие 12 команд: московские ЦСКА и «Динамо», ленинградский «Спартак», киевские «Строитель» и СКА, каунасский «Жальгирис», тартуский «Калев», тбилисские «Динамо» и ГПИ, рижские СКА и ВЭФ и минский РТИ.

## Составы команд
ЦСКА (Москва) Владимир Андреев, Сергей Белов, Николай Болвачёв, Александр Власов, Николай Гильгнер, Игорь Голубев, Иван Едешко, Алжан Жармухамедов, Владимир Захаров, Владимир Иллюк, Вадим Капранов, Александр Карпов, Евгений Коваленко, Николай Ковыркин, Николай Крючков, Александр Кульков, Валерий Милосердов, Анатолий Морозов, Владимир Ремезов, Александр Рыжов, Борис Субботин, Александр Шимонин, Сергей Ястребов. Тренер — Арменак Алачачян*, Александр Гомельский.
Спартак (Ленинград) Владимир Арзамасков, Александр Белов, Александр Большаков, Олег Борисевич, Вячеслав Бородин, Евгений Волчков, Леонид Иванов, Александр Козлов, Сергей Кочергин, Вячеслав Кривощёков, Сергей Кузнецов, Андрей Макеев, Анатолий Панков, Борис Потанин, Иван Рожин, Сергей Рыбанчук, Пётр Сапроненков, Александр Семёнов, Владимир Усохленников, Валерий Фёдоров, Юрий Штукин, Анатолий Юмашев. Тренер — Владимир Кондрашин.
Строитель (Киев) Владимир Балабанов, Альберт Вальтин, Борис Винниченко, Вадим Гладун, Анатолий Данилов, Виктор Данилов, Александр Доценко, Сергей Заброда, Юрий Зазимко, Александр Здрак, Геннадий Каржин, Сергей Коваленко, Сергей Копычко, Пётр Лушненко, Богдан Макар, Владимир Мартынов, Александр Медведь, Сергей Опарин, Николай Погуляй, Анатолий Поливода, Юрий Романенко, Роман Рыжик, Виктор Смольяков, Евгений Филозоф, Вячеслав Шаблинский, Дмитрий Шлезингер. Тренер — Владимир Шаблинский.
Жальгирис (Каунас) Гедиминас Будникас, Шарунас Вайнаускас, Рамуальдас Вензбергас, Леонардас Венцловас, Генрикас Гедрайтис, Римас Гирскис, Людас Жукайтис, Альгимантас Жукаускас, Альгирдас Линкявичус, Витольдас Масальскис, Витаутас Масюлис, Миндаугас Мисюнас, Олег Моисеенко, Саулюс Паткаускас, Модестас Паулаускас, Александрас Плиоплис, Рамуальдас Ряука, Витаутас Сарпалюс, Альбертас Свирскис, Арвидас Сцинскас, Анатолиус Чупковас, Альвидас Шидлаускас, Йонас Юркшайтис. Тренер — Витаутас Бимба.
Динамо (Москва) Алексей Авраамов, Вадим Анненков, Анатолий Блик, Александр Болошев, Вячеслав Волгин, Владимир Данилов, Виталий Застухов, Юрий Королёв, Владимир Никитин, Александр Петров, Виталий Семушев, Александр Сидякин, Александр Скробот, Владимир Соколов, Анатолий Сологуб, Михаил Сухов, Валерий Сучков, Александр Федюхин, Николай Фёдоров, Александр Харченков, Владимир Цинман, Валерий Шаламов. Тренер — Евгений Гомельский.
Калев (Тарту) Андрес Адер, Арманд Бросман, Юло Варул, Калле Ильвес, Пеетер Кокк, Анатолий Крикун, Яан Лентсиус, Тыну Лепметс, Янис Лея, Арво Лилль, Хейно Лилль, Яак Липсо, Март Метсалу, Андрес Метсар, Пеетер Метсар, Янно Несмело, Энн Парбо, Лембит Петерсон, Тынис Рандала, Яак Салуметс, Алексей Таммисте, Михкель Тикс, Валерий Тилгор, Прийт Томсон, Яан Трумбери, Вячеслав Филатов. Тренер — Ильмар Куллам.
Динамо (Тбилиси) Тамаз Барамидзе, Бондо Болквадзе, Александр Васютинский, Георгий Гургенидзе, Валерий Джгереная, Шота Иакашвили, Зураб Карабаки, Михаил Коркия, Нодар Коркия, Важа Кутателадзе, Анзор Лежава, Давид Лежава, Серго Магалашвили, Давид Магалтадзе, Леван Мосешвили, Автандил Нанадзе, Игорь Нариманидзе, Тамаз Нариманидзе, Тамаз Пицхелаури, Зураб Саканделидзе, Акакий Салакая, Амиран Схиерели, Владимир Угрехелидзе, Нугзар Чейшвили, Тамаз Чихладзе. Тренер — Отар Коркия.
СКА (Рига) Янис Балодис, Ильмар Берзиньш, Юрис Бирзниекс, Виктор Богданович, Виктор Вейсман, Владимир Вераксич, Айвар Гейстард, Александр Забелло, Янис Замуэлс, Гуннар Зебергс, Айвар Калниекс, Юрис Калныньш, Владимир Латыпов, Юрий Левченко, Вилнис Легздиньш, Константин Лукашевич, Гундарс Муйжниекс, Андрей Нечаев, Аркадий Петров, Дзинтарс Рудович, Карлис Стрелис, Ансис Тройцис, Талис Фрейманис, Владимир Шульц, Висвалдис Эглитис, Айвар Эйнбергс, Рихардс Ясунс. Тренер — Гуннар Балзенс.
СКА (Киев) Виктор Басс, Пётр Буйко, Виктор Волков, Анатолий Вяткин, Анатолий Гузачев, Борис Дербенцев, Виталий Детюк, Юрий Егоров, Владимир Жадан, Владимир Калабин, Владимир Кащенко, Саид Мансуров, Анатолий Николаев, Вадим Новиков, Павел Огинский, Василий Окипняк, Михаил Осипов, Владимир Салухин, Николай Сушак, Николай Таневский, Юрий Фёдоров, Геннадий Чечуро, Алексей Чугунов, Евгений Шутов. Тренер — Александр Леонов.
ГПИ (Тбилиси) Валерий Алтабаев, Давид Амишкашвили, Гарри Арутюнов, Гиви Бичиашвили, Теймураз Буиглишвили, Автандил Гибрадзе, Александр Глурджидзе, Георгий Джугели, Юрий Дзидзигури, Сергей Ишхнели, Алмери Каландаришвили, Нодар Касрадзе, Элгуджа Майсурадзе, Джемал Ниниашвили, Леонид Осия, Нукри Пирцхалаишвили, Юрий Пулавский, Зураб Сулава, Зураб Худашели, Александр Чаленко, Леван Чхиквадзе, Анатолий Шкуруни. Тренер — Михаил Кекелидзе.
РТИ (Минск) Валерий Акимов, Павел Беликов, Олег Богомолов, Александр Борисов, Валерий Дворянев, Александр Дыдик, Валерий Евтеев, Евгений Еланский, Виктор Казаков, Александр Клинов, Евгений Ковалёв, Николай Красницкий, Владимир Крисевич, Олег Кулеш, Анатолий Ладутько, Владимир Лях, Сергей Пастушик, Василий Пекленков, Анатолий Радюк, Юрий Рондель, Сергей Столбов, Михаил Фейман, Алексей Шукшин. Тренер — Иван Панин.
ВЭФ (Рига) Янис Аболтиньш, Арнис Бергвалдс, Арнольд Бернетс, Эрик Богурдович, Мамертс Вайвадс, Эдмунд Вонсович, Гундарс Дангфельдс, Эдмунд Добелис, Иварс Жвигурс, Владимир Ильичёв, Айвар Лигерс, Игорь Лукашевич, Юрис Мерксонс, Юрис Муйжниекс, Юрий Морозов, Юрис Науджунс, Айвар Ошс, Эглис Панс, Полис Ролис, Янис Ролис, Андрис Рудзетис, Андрей Симанович, Улдис Скрениньш, Ольгерд Юргенсон, Янис Яунземс. Тренер — Алвил Гулбис.
```
* - покинул команду в ходе сезона.
```

## Турнирная таблица
| Место                                       | Команда             | Игры | Поб | Пор | Забито | Пропущено | +/-  | Очки |
| ------------------------------------------- | ------------------- | ---- | --- | --- | ------ | --------- | ---- | ---- |
| 1                                           | ЦСКА (Москва)       | 22   | 18  | 4   | 1759   | 1543      | +216 | 40   |
| 2                                           | Спартак (Ленинград) | 22   | 18  | 4   | 1567   | 1370      | +197 | 40   |
| 3                                           | Жальгирис (Каунас)  | 22   | 15  | 7   | 1796   | 1710      | +86  | 37   |
| 4                                           | Динамо (Москва)     | 22   | 13  | 9   | 1721   | 1622      | +99  | 35   |
| 5                                           | Строитель (Киев)    | 22   | 12  | 10  | 1636   | 1571      | +65  | 34   |
| 6                                           | Калев (Тарту)       | 22   | 11  | 11  | 1678   | 1649      | +29  | 33   |
| 7                                           | Динамо (Тбилиси)    | 22   | 10  | 12  | 1689   | 1760      | −71  | 32   |
| 8                                           | ГПИ (Тбилиси)       | 22   | 8   | 14  | 1607   | 1700      | −93  | 30   |
| 9                                           | СКА (Киев)          | 22   | 8   | 14  | 1488   | 1591      | −103 | 30   |
| 10                                          | СКА (Рига)          | 22   | 7   | 15  | 1598   | 1708      | −110 | 29   |
| 11                                          | ВЭФ (Рига)          | 22   | 6   | 16  | 1640   | 1817      | −177 | 28   |
| 12                                          | РТИ (Минск)         | 22   | 6   | 16  | 1501   | 1639      | −138 | 28   |
| Данные на 25 марта 1971 Итоговое положение. |                     |      |     |     |        |           |      |      |

## Матч за 1-е место
| 13 апреля 1971 г. | | ЦСКА (Москва) | 70:69 | Спартак (Ленинград) | Тбилиси, Дворец спорта Зрителей: 10 000 Судьи: Г.Мухамедзянов (Казань), И.Янкаускас (Вильнюс) |
| 13 апреля 1971 г. | Счёт по половинам: 41:34, 29:35. |               | |                     | Тбилиси, Дворец спорта Зрителей: 10 000 Судьи: Г.Мухамедзянов (Казань), И.Янкаускас (Вильнюс) |
| 13 апреля 1971 г. | Сергей Белов (18), Владимир Андреев (14), Алжан Жармухамедов (12), Вадим Капранов (11), Александр Кульков (8), Николай Ковыркин (7), Евгений Коваленко, Иван Едешко | Очки          | Юрий Штукин (22), Леонид Иванов (16), Евгений Волчков (12), Валерий Фёдоров (7), Александр Белов (6), Анатолий Юмашев (4), Владимир Арзамасков (2), Александр Большаков, Вячеслав Кривощёков |                     | Тбилиси, Дворец спорта Зрителей: 10 000 Судьи: Г.Мухамедзянов (Казань), И.Янкаускас (Вильнюс) |

## Первая лига
| Место | Команда                      | Примечание          |
| 1     | Статиба (Вильнюс)            | Вышел в Высшую лигу |
| 2     | Локомотив (Алма-Ата)         |                     |
| 3     | Труд (Краснодар)             |                     |
| 4     | Буревестник (Москва)         |                     |
| 5     | Аэрофлот (Москва)            |                     |
| 6     | АзИНХ (Баку)                 |                     |
| 7     | Авангард (Донецк)            |                     |
| 8     | Политехник (Кишинёв)         |                     |
| 9     | Автомобилист (Ворошиловград) |                     |
| 10    | Уралмаш (Свердловск)         |                     |
| 11    | СКИФ (Ереван)                |                     |
| 12    | Красный котельщик (Таганрог) |                     |
| 13    | Буревестник (Фрунзе)         |                     |
| 14    | Университет (Ташкент)        |                     |
| 15    | Буревестник (Ленинград)      |                     |
| 16    | Спартак (Московская область) |                     |
| ----- | ---------------------------- | ------------------- |